# Todd McCarthy
Todd McCarthy (* 16. února 1950 Evanston) je americký filmový kritik. Jeho matka byla violoncellistka a otec pracoval v realitách. McCarthy je absolventem Stanfordovy univerzity (1972). Jeho manželkou je dokumentaristka Sasha Alpert. V letech 1974 až 1975 pracoval pro filmové studio Paramount Pictures, kde byl asistentem Elaine Mayové. Následně pracoval do roku 1977 pro společnost New World Pictures. Později pracoval pro anglickou mutaci francouzského časopisu Le Film français a následně působil v magazínu Film Comment. V roce 1979 začal přispívat do magazínu Variety, do kterého přispíval až do roku 2010. V roce 2010 začal psát pro The Hollywood Reporter. V devadesátých letech natočil několik dokumentárních snímků o filmu. Také je autorem knih o filmových tvůrcích.

## Knihy
- Howard Hawks: The Grey Fox of Hollywood (2000)
- Fast Women: The Legendary Ladies of Racing (2007)